# Retrato de caballero joven (El Greco)
Retrato de un caballero joven o es un retrato realizado por Doménikos Theotocópuli —el Greco— que forma parte de las colecciones del Museo Nacional del Prado, en Madrid.

## Introducción
Esta obra forma parte de un conjunto de cinco retratos del Greco —de similares dimensiones— procedentes de la Quinta del Duque del Arco. Como en el resto de ellos, en el presente lienzo, el personaje viste de negro y lleva una lechuguilla alrededor del cuello. Asimismo, está retratado de busto —sobre un fondo oscuro y neutro— mirando hacia el espectador con la cabeza algo ladeada.

## Análisis de la obra

### Datos técnicos y registrales
- Madrid, Museo del Prado, n º. de catálogo: P000811;[4]
- Pintura al óleo sobre lienzo;
- Datación: hacia 1600-1605;
- Dimensiones: 55 x 49 cm, según Wethey y Tiziana Frati (65 x 49 cm, según el museo del Prado);
- Inscripción en letras minúsculas griegas en cursiva, en la parte central-derecha: δομήνικος θεοτοκó/πουλος ε'ποí;
- Catalogado por Wethey con el n º.144 y por Tizana Frati con la referencia 137.[5]

### Comentario sobre la obra
La atribución de este lienzo al Greco es unánime, pero hay discrepancias sobre su calidad.Wehey señala una ejecución más mecánica que la usual en los retratos del pintor.
El pintor consigue mostrar su vida interior con la caracterización del rostro, donde destacan sus ojos —inteligentes y penetrantes— consiguiendo un efecto realista a través de fuertes pinceladas y un óptimo uso de la luz y del color. El blanco intenso de la amplia lechuguilla —propia del reinado de Felipe III— resalta la calidad pictórica del rostro, resuelto con pequeñas pinceladas y toques de carmín en los labios, la oreja y las mejillas.La pintura muestra desgastes, y la imprimación azul-negruzca ha atravesado el rostro y el traje del personaje.

### Procedencia
1. Colección Real (colección de Felipe V);
2. Quinta del Duque del Arco, en El Pardo, decimotercia pieza de verano, 1745, [n º. 409];
3. Quinta del duque del Arco, pieza duodécima, 1794, n º. 364).[10]